# Шахтинська округа
Шахтинська округа — адміністративно-територіальна одиниця у 1923-1925 роках Донецької губернії Української СРР. Рішенням ВЦВК від жовтня 1924 року Шахтинську округу було вирішено передати до складу Північно-Кавказького краю РСФРР.

## Історія
Шахтинську округу було утворено в 1923 році у складі Донецької губернії Української СРР. Центром округи було призначено місто Шахти.

### Адміністративний поділ
Шахтинська округа поділялася на 11 районів:
- Володимирський район,
- Глибоківський район,
- Кам'янський район,
- Ленінський район,
- Олексіївський район (Мало-Несвітайський),
- Ровеньківський район,
- Сорокинський район,
- Сулинський район,
- Усть-Білокалитвянський район,
- Шарапкинський район,
- Шахтинський район[2].

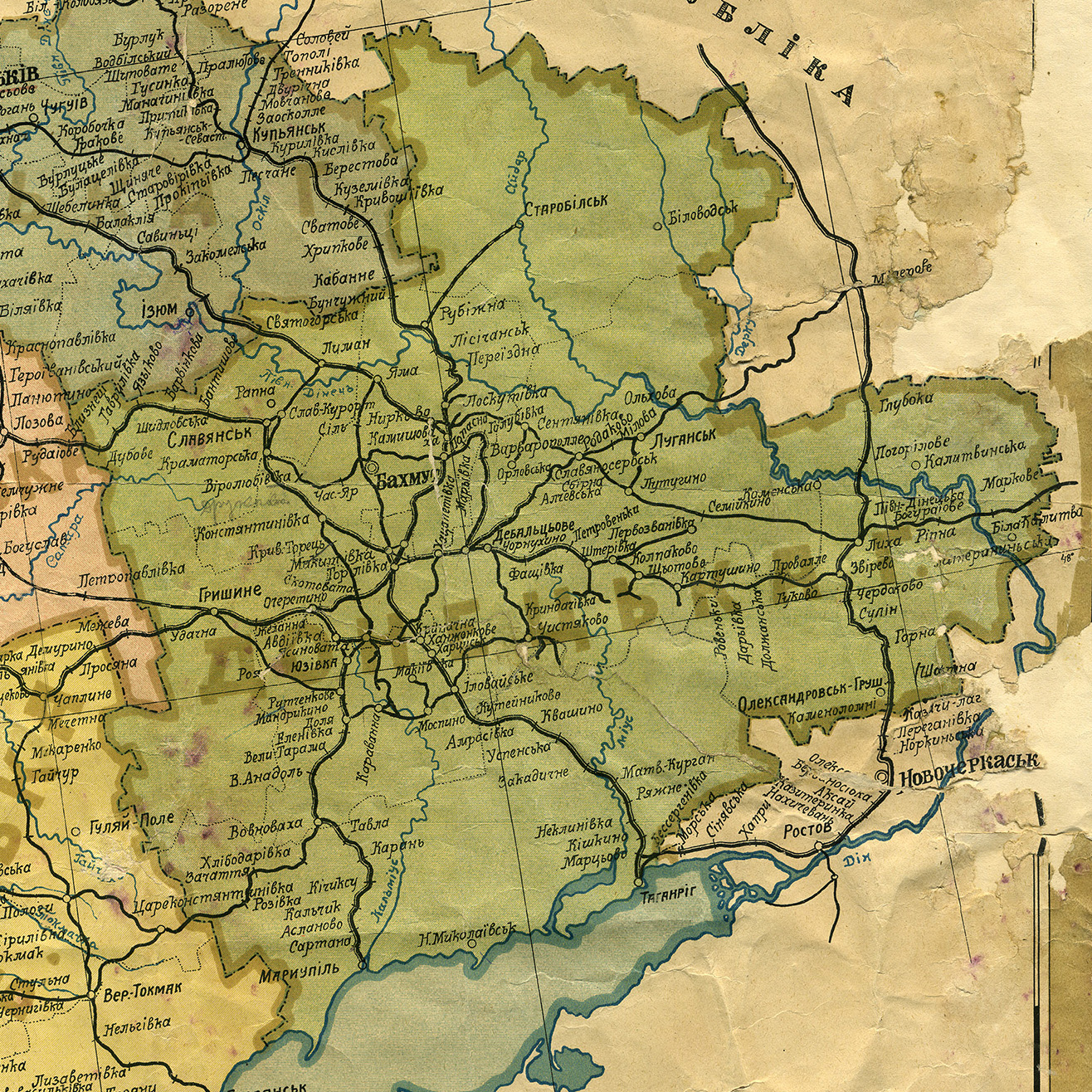
Карта Донецької губернії УСРР, січень 1922
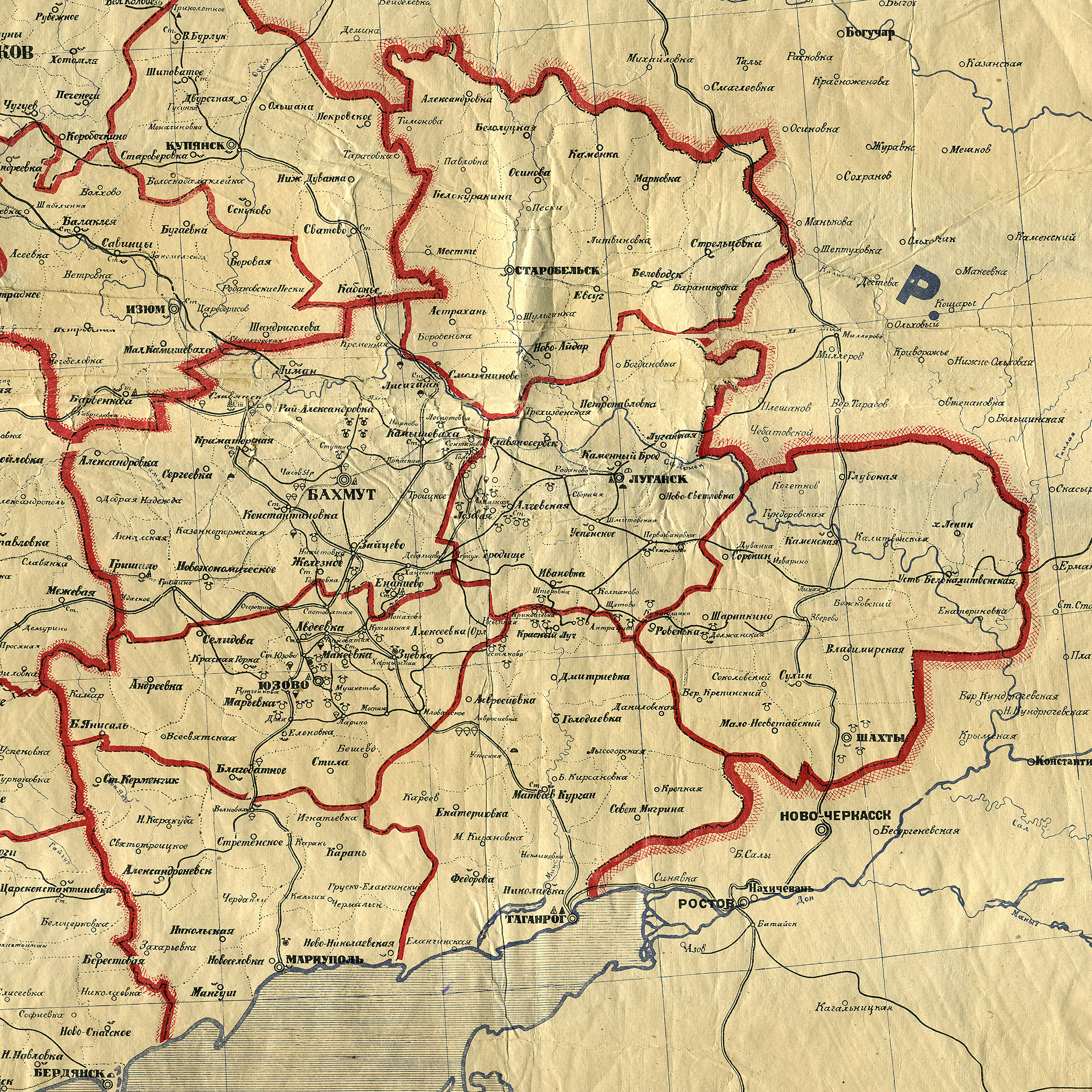
Карта Шахтинської округи у складі Донецької губернії УСРР, адм. поділ після 12 квітня 1923

### Передача до РСФРР
У жовтні 1925 Шахтинська округа відійшла до Північно-Кавказького краю РСФРР, де спочатку носив назву Шахтинський округ й після приєднання в 1925 році більшої частини Морозівського округу був перейменований на Шахтинсько-Донецький округ. В результаті приєднання етнічний склад округи став переважно російський.

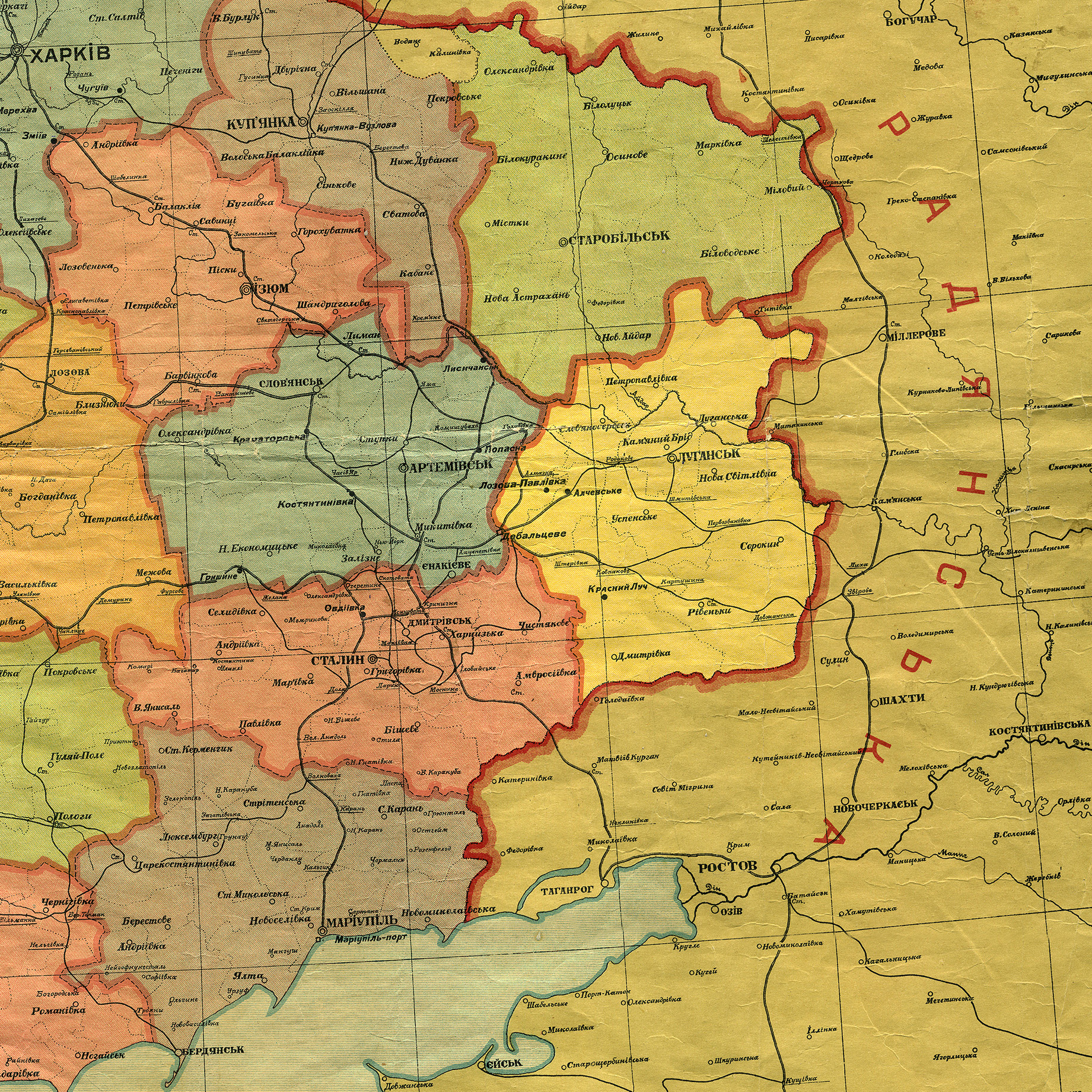
Карта колишньої Шахтинської округи у складі РСФРР, адміністративні межі станом на 1 жовтня 1925
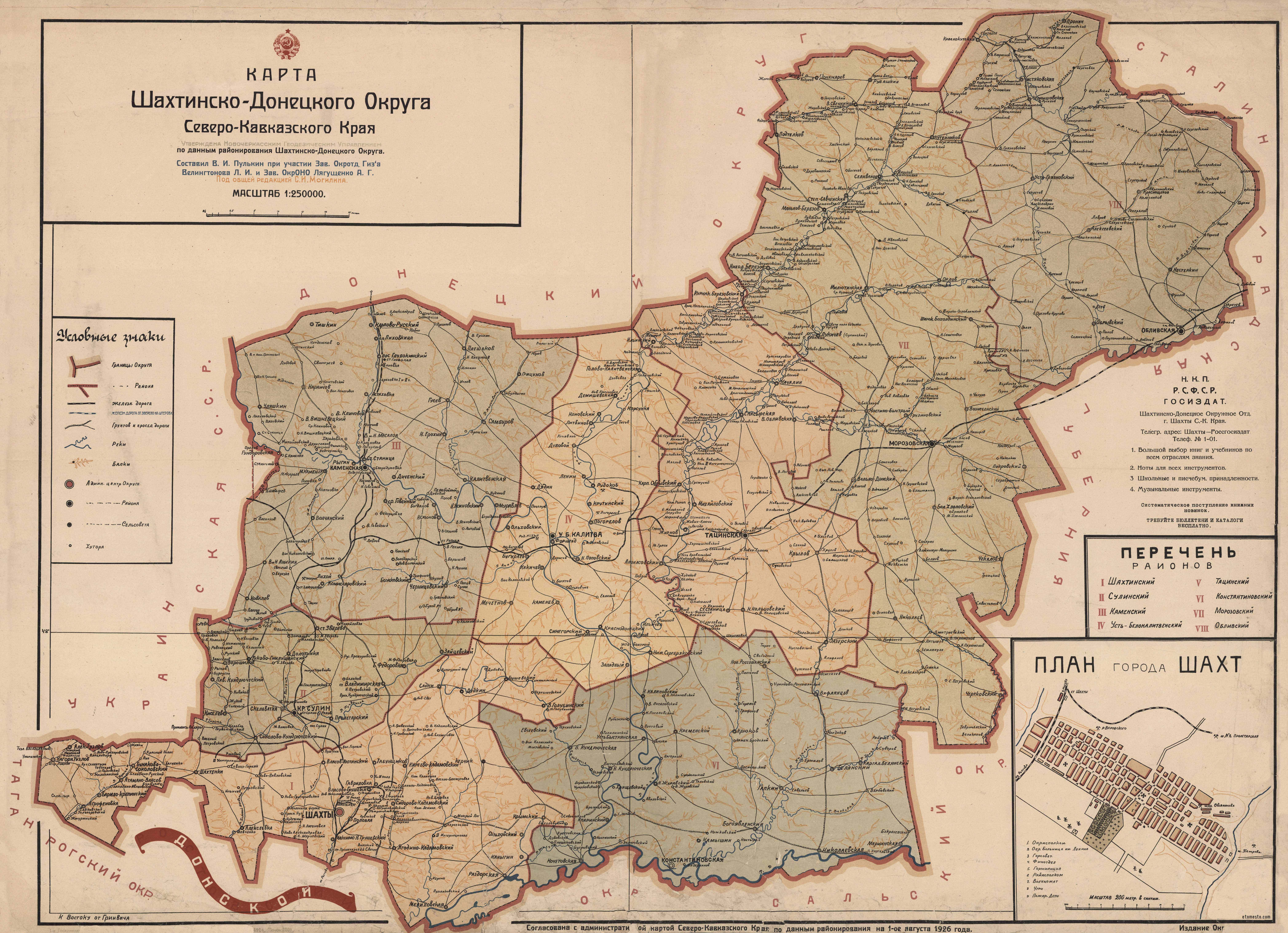
Карта Шахтинсько-Донецького округу Північно-Кавказького краю РСФРР, 1926

## Керівники округи

### Відповідальні секретарі окружного комітетуКП(б)У
- Равич М. Б. .03.1923—.12.1923
- Жуковський І. Д. .12.1923—1924
- Чубін Яків Абрамович 1924—.05.1924
- Равич М. Б. .05.1924—1925
- Чорнокозов Хрисанф Павлович 1925—1928
- Черьомухін Микола Гаврилович 1929

### Голови окружного виконавчого комітету
- Іванов Микола Геннадійович .03.1923—.09.1924
- Іванов Микола Геннадійович .01.1925—.02.1926